# Anna Aguilar-Amat
Anna Aguilar-Amat (nom complet: Anna d'Aguilar-Amat i Castillo; Barcelona, 31 de gener de 1962) és una poeta i assagista catalana, investigadora i professora universitària de Terminologia aplicada a la Traducció i Lingüística. Estudià Filologia Hispànica a la Universitat Autònoma de Barcelona (UAB) i es doctorà en Lingüística l'any 1993. Des de llavors ha estat vinculada al món de la investigació acadèmica en els camps de la lingüística, la lexicosemàntica, la terminologia i la traducció. Actualment és professora titular al Departament de Traducció i Interpretació de la UAB, on ensenya terminologia aplicada a la traducció i eines per a la traducció automàtica.
A la UAB, ha sigut una de les fundadores i la presidenta des del 2003 del col·lectiu de poesia QUARKpoesia, vinculat al Departament de Traducció i d'Interpretació de la UAB i a l'associació cultural Cultura en Viu (UAB). El col·lectiu treballa per a la promoció de poetes i escriptors poc coneguts en llengües poc traduïdes, com també per a l'intercanvi d'idees i obres poètiques. Intenta promoure poetes en llengua catalana i establir intercanvis amb poetes d'altres llocs del món. QUARKpoesia és una entitat bessona de l'Aula de Poesia de Barcelona.
La seva poesia figura en un nombre d'antologies de poesia catalana. Ha estat traduïda a l'anglès, l'àrab, el castellà, l'eslovè, el finès, el francès, l'italià, el macedònic, el sard, i l'ucraïnès. El 2016 va fer una residència literària de tres setmanes a la Ledig House de Nova York.

## Obra

### Poesia[8]
- Petrolier, sèrie «Poesia Edicions de la Guerra», Editorial Denes, Paiporta, País Valencià, 2003 (guardonat amb el premi Englantina d'Or als Jocs Florals de Barcelona, 2000).
- Trànsit entre dos vols, Edicions Proa, Barcelona, 2001 (Premi Carles Riba, 2000).
- Música i escorbut, Edicions 62, Barcelona, 2002 (Premi Màrius Torres, 2001)
  - Music and Scurvy, traduït del català per Anna Crowe, Sandstone Press, Escòcia, 2005 (ISBN 978-1905207022).
- Coses Petites : poemes a quatre mans, amb Francesc Parcerisas, amb il·lustracions de l'editor. Miquel Plana Editor, Olot, 2002.[9][10]
- Jocs de l'oca, Servei de Publicacions, Universitat Autònoma de Barcelona, Bellaterra, 2006.
- Càrrega de color, Editorial Meteora, Barcelona, 2011.
- Argila (Ur, Uruk, Ištar), Edicions 3i4, València, 2018.
- Nombroses contribucions a revistes literàries.[6][11]

### Antologada com a poeta
Anna Aguilar-Amat està antologada com a poeta als següents reculls, entre altres:
- Sol de sal. La nueva poesía catalana, a cura de i traduït al castellà per Jordi Virallonga. DVD Ediciones, Barcelona, 2001 (ISBN 84-95007-53-3).[2]
- "Esmorzar" / "Breakfast", d'Anna Aguilar-Amat i Francesc Parcerisas a SPL EPIC postcards, traducció d'Anna Crowe. Scottish Poetry Library, Edimburg, Escòcia, 2001.
- The EmLit Project: European minority literatures in translation, a cura de Paula Burnett, traduccions del català d'Anna Crowe i possiblement altres. Brunell University Press, Londres, 2003 (ISBN 1902316363).[12]
- 48 poètes catalans pour le XXI siècle, a cura de François-Michel Durazzo, Écrits des forges, Conseil des Arts du Canada, 2005 (ISBN 2-89046-899-2).[2]
- 3. Mednarodna pesniško-prevajalska delavnica Zlati čoln 2005 (3r Taller internacional de traducció de poesia "el Vaixell d'Or"), a cura de Barbara Pogacnik, 14 poemes traduïts a l'eslovè. Kulturno umetniško društvo Apokalipsa (Associació cultural i artística Apocalipsi), Ljubljana, 2006.
- Bouesia 2006, regsexcital de bouversos (antologia del Festival de la Bouesia a Deltebre). Arola Editors, Tarragona, 2006 (ISBN 84-96639-20-7, ISBN 978-84-96639-20-1).
- Light off water : XXV Catalan Poems 1978-2002, traduït per Iolanda Pelegrí i Anna Crowe. Carcanet Press, Manchester & Scottish Poetry Library, Escòcia, 2007 (ISBN 1857549163).[2][13]
- New European Poets, a cura de Wayne Miller i Kevin Prufer. Greywolf Press, Minnesota, EUA, 2008 (ISBN 978-1555974923).[6]
- Eròtiques i despentinades. Un recorregut de cent anys per la poesia catalana amb veu de dona, a cura d'Encarna Sant-Celoni i Verger, amb il·lustracions de Maria Montes. Arola Editors, Tarragona, 2008.
- Parlano le Donne. Poetesse Catalane del XXI Secolo, a cura de Donatella Siviero, Tullio Pironti Editore, Nàpols, 2008 (ISBN 88-7937-428-1)
- Poetàrium: Poesia catalana contemporània / Contemporary Catalan Poetry, Institut Ramon Llull, Barcelona, 2009 (antologia de 34 poetes contemporanis escollits per l'Institut, en anglès, amb els poemes en versió original i en altres idiomes, versió de tot el llibre en català a la pàgina web de l'Institut).
- П'ятий міжнародний літературний фестивал у Львові - Альманах (Almanac del 5è Festival Literari de Lviv), a cura de Nel·li Klos, traducció a l'ucraïnès d'Andríi Antonovskyi (Андрій Антоновськийй) i Catalina Girona (Каталіна Джірона). Форум Видавців (Forum Vydavtsiv, Fòrum d'Editors), Lviv, Ucraïna, 2010

### Assaig
Alguns assaigs (llista incompleta):
- El placer de la lectura, amb Francesc Parcerisas, Editorial Síntesis, Madrid, 2004 (col·lecció d'assaigs en castellà).
- Nombrosos articles a revistes especialitzades.[14]

## Premis literaris
- Premi Carles Riba de poesia 2000 per Trànsit entre dos vols
- Englantina d'Or als Jocs Florals de Barcelona 2000 per Petrolier i Teatre
- Premi Màrius Torres 2001 per Música i escorbut